# Lipperscheid
Lipperscheid (luxemburgisch Lëppschent) ist eine Ortschaft in der Gemeinde Burscheid, Kanton Diekirch, im Großherzogtum Luxemburg.

## Lage
Lipperscheid liegt am Tal der Sauer. Durch den Ort verläuft die Nationalstraße 27. Nachbarorte sind westlich Burscheid und südlich Michelau.

## Allgemeines
Lipperscheid ist ein kleines ländlich geprägtes Dorf. Die neugotische Pfarrkirche ist dem hl. Willibrord geweiht. Sehenswert ist im Innern der barocke Hochaltar.